# Dubovi (Astracan)
|  | Per a altres significats, vegeu «Dubovi». |

Dubovi (en rus: Дубовый) és un poble (un khútor) de l'óblast d'Astracan, a Rússia, segons el cens del 2010 tenia 11 habitants.